# Macarthur Square
Macarthur Square är ett stort köpcentrum beläget i staden Campbelltown, i den australiska delstaten New South Wales. Macarthur Square, som drivs av Lend Lease sedan det öppnades år 1979, är det största köpcentrumet i sydvästra Sydney. Macarthur Square innehåller några av Australiens största affärskedjor med David Jones (vars butik finns på alla tre våningar) den största. Det finns även Australiens två största livesmedelskedjor, Coles Supermarkets och Woolworths och en mack i Macarthur Square. Macarthur Square, som många köpcentrum, har även en onlineklubb som personer kan bli medlem i utan kostnad för att underrättas om kommande reor och evenemang.

## Historia
Macarthur Square öppnades år 1979. Mellan 1998 och 1990 renoverades Macarthur Square. År 1990 såldes Macarthur Square till MLC Life (50 procent) och Australian Prime Property Fund Retail (50 procent). År 1999 sålde MLC Life sin del av Macarthur Square till GPT Group. Mellan 2004 och 2006 uppgraderades och byggdes Macarthur Square ut i tre etapp, och det tredje, som blev färdigt juli 2006, utökade Macarthur Squares våningsyta med 30 000 m².

## Kellicar Lane
I samband med utbyggnaden 2006 byggdes ett nytt town square precinct (ungefär: torgområde) heter Kellicar Lane. Kellicar Lane är en gångförbindelse mellan köpcentrumet självt och järnvägsstationen Macarthur. Det finns nio restauranger samt en biograf med elva dukar som drivs av Event Cinemas belägna på Kellicar Lane.

## Kommunikationer
Macarthur Square kan nås via väg från antingen Gilchrist Drive, Kellicar Road, Menangle Road eller Geary Street.
Kollektivtrafik
Macarthur Square betjänas av 13 busslinjer som körs av Busways (linjerna 879, 880, 883, 884, 885, 886, 887, 888, 889, 890, 891, 892 samt 895), tre som kös av Interline (linjerna 870, 871 samt 872) samt Campbelltown Shuttle Bus (linjen 777). 

Macarthur Square betjänas också av järnvägsstationen Macarthur, som är belägen på linjerna Airport & East Hills samt Southern Highlands. Stationen ligger nära Macarthur Square och det finns en gångförbindelse, Kellicar Lane, de två emellan.